# Matt Derbyshire
Matt Derbyshire, född 14 april 1986 i Blackburn, är en engelsk fotbollsspelare (anfallare) som spelar för Matlock Town.

## Karriär
Derbyshire flyttade till Blackburn Rovers från närbelägna Great Harwood Town under 2003. Han gjorde sitt första mål för Blackburns A-lag någonsin i en match mot Wigan Athletic den 1 januari 2007 som Blackburn vann med 3–0.
Den 4 augusti 2020 värvades Derbyshire av australiska Macarthur FC, där han skrev på ett tvåårskontrakt. Den 10 juli 2021 värvades Derbyshire av cypriotiska AEK Larnaca. Den 2 september 2022 skrev han på ett ettårskontrakt med indiska NorthEast United.
Den 30 december 2022 blev Derbyshire klar för en återkomst till England och skrev på ett 1,5-årskontrakt med Bradford City. Den 30 december 2024 skrev han på för Northern Premier League Premier Division-klubben Matlock Town.